# Burg Rehburg

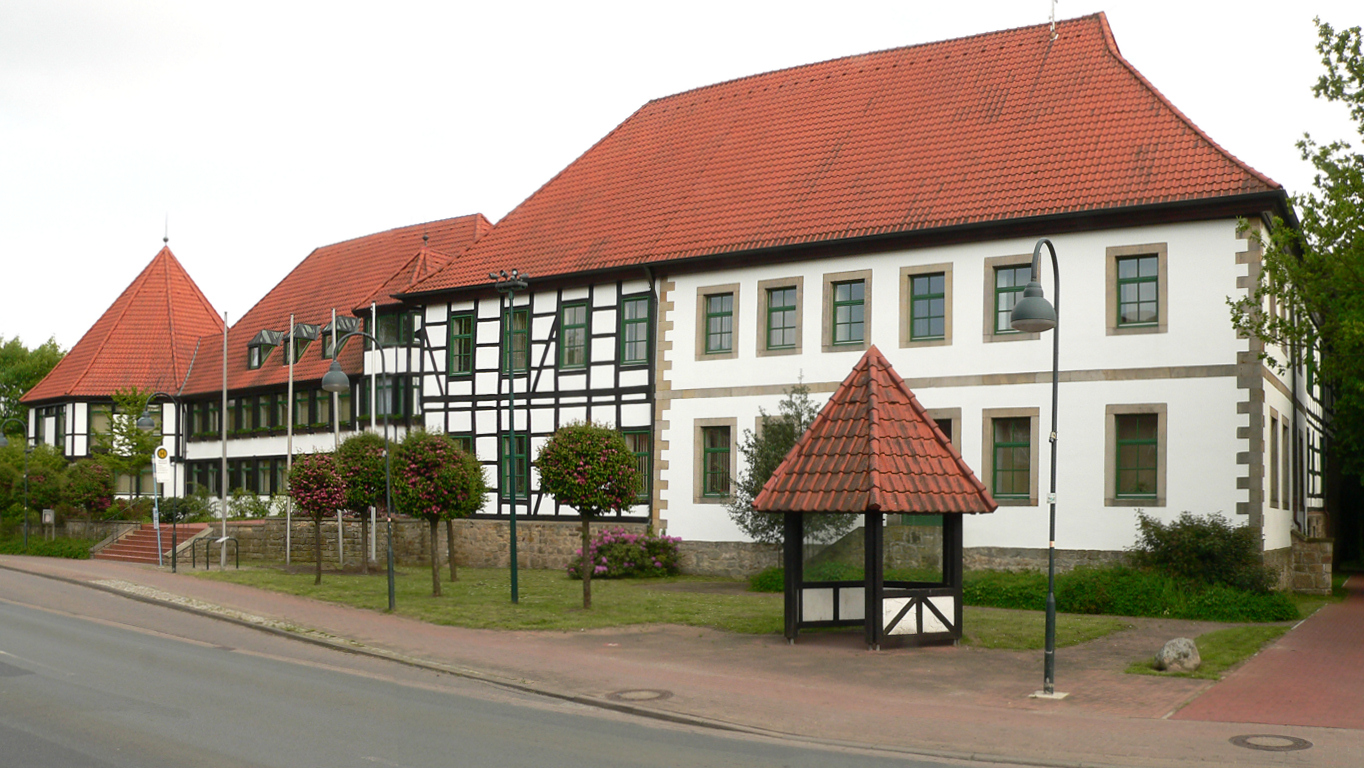
Rathaus von Rehburg-Loccum, der rechte baulich stark veränderte Bereich war Teil der Burg Rehburg (2014)

Die Burg Rehburg ist eine abgegangene etwa im 13. Jahrhundert erbaute Burganlage in Rehburg, im heutigen Niedersachsen. Sie war eine Trutzburg der Welfen gegen die Grafen von Hoya, ebenso gegen die Grafen von Schaumburg und den Bischof von Minden. Auf den Grundmauern der Burg entstand im 18. Jahrhundert ein Fachwerkgebäude, in dem sich ein
Amtshof und später ein Forstamt befanden. Heute dienen die Baulichkeiten mit Erweiterungsbauten aus den 1980er Jahren der Stadt Rehburg-Loccum als Rathaus.

## Lage
Die Rehburg liegt auf einer Erhöhung in der Niederung des Steinhuder Meerbachs, etwa drei Kilometer westlich des Steinhuder Meeres. An dieser Stelle verlief einst auf einem Knüppeldamm ein überregional bedeutsamer Verkehrsweg durch das Feuchtgebiet des Meerbruchs, der an der Kreuzung mit dem Meerbach von der Rehburg aus kontrolliert werden konnte.
Nahe der Burg entwickelte sich entlang dem Knüppeldamm die Siedlung Rehburg, die im 15. Jahrhundert als Weichbild bezeichnet wird. Etwa drei Kilometer westlich finden sich die Reste der frühmittelalterlichen Ringwallanlage Düsselburg aus dem das 8. bis 10. Jahrhundert, die der Bevölkerung als Fliehburg diente.

## Geschichte
Im Ort Rehburg gefundene Hölzer eines Knüppeldamms, die sich auf das Jahr 1260 datieren ließen, sprechen dafür, dass die Rehburg in der Mitte des 13. Jahrhunderts entstanden ist. Ihre Ersterwähnung datiert auf 1320, als in einer Urkunde Graf Adolf VII. von Schaumburg und Herzog Otto II. von Braunschweig-Lüneburg einen Bund gegen das Hochstift Minden schlossen. Die auf dem Grundbesitz von Kloster Loccum errichtete Rehburg schützte die Grafschaft Wölpe, die 1302 vom welfischen Fürstentum Lüneburg erworben worden war. 1331 erwarb Graf Adolf VII. von Schaumburg den Grundbesitz mit einer Geldzahlung, außerdem der Zusicherung der Zollfreiheit sowie der Zahlung des Zehnten auf Landflächen von Ricklingen bei Hannover.
Im 14. Jahrhundert erhielt das Geschlecht derer von Mandelsloh die Burg von den Herzögen von Braunschweig und Lüneburg als Pfandbesitz. Im Jahr 1371 gab Herzog Magnus II. Torquatus die Burg den Grafen von Hoya zum Pfand. Ab dem Jahr 1387 waren die von Münchhausen Pfandbesitzer, denen die Burg 1577 noch als Witwensitz diente. Ab 1586 fiel sie an die Herzöge von Braunschweig und Lüneburg zurück.

## Baubeschreibung
Bei der historisch als Reheburgk überlieferten Burganlage handelte es sich um eine Zweiflügelanlage. Sie verfügte über eine Vorburg mit Gebäuden. Burg und Vorburg waren von einem Burggraben umgeben, den der vorbeifließende Steinhuder Meerbach speiste. Schriftliche Überlieferungen aus den Jahren 1577 und 1586 zählen die Gebäude der Burg auf. Dabei werden eine Kemenate mit Saal, ein Bier- und Weinkeller, ein Brauhaus, ein Pforthaus, eine Wind- und eine Wassermühle, eine Hofstube sowie eine Schreiberei genannt.
1754 wurde auf den Grundmauern der Burg ein Fachwerkgebäude aufgesetzt, das als Amts- und später als Forsthaus diente. Die Vorderfront des Baus im klassizistischen Stil ist verputzt worden, während die Rückseite aus offen liegendem Fachwerk besteht. Ein seitlicher und ein rückwärtiger Anbau wurden ebenso in Fachwerkbauweise errichtet. Seit 1969 dient der Gebäudekomplex als kommunaler Verwaltungssitz, zunächst für die Samtgemeinde Rehburg und nach der Gebietsreform von 1974 als Rathaus der Stadt Rehburg-Loccum. In den 1980er Jahren kam es zu Erweiterungsbauten in historisierenden Formen.

## Funde

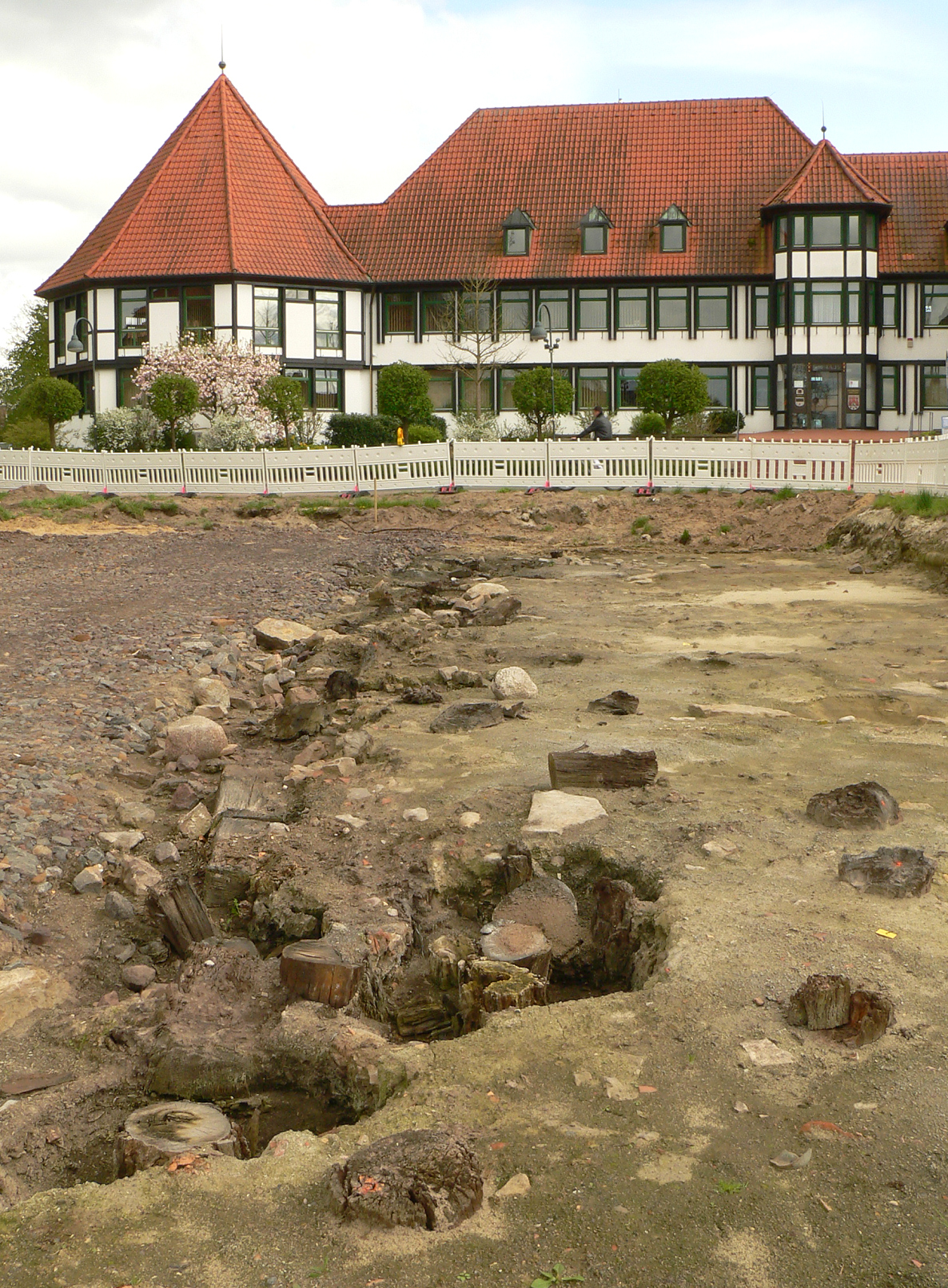
Ausgrabungsareal westlich der Rehburg mit Holzpfählen im Boden, 2017

Im Laufe der Zeit haben Umgestaltungen die Gräben des Burggeländes und den Bereich der Vorburg stark verändert. Ein Heimatforscher sammelte auf dem Burggelände Fundstücke des 14.–17. Jahrhunderts, die sich an der Erdoberfläche fanden. Dazu zählen Keramikscherben und Metallteile, wie ein Dolch, eine Dolchscheide, ein Topfhelm und ein Pulverhorn. Sie befinden sich im Heimatmuseum Rehburg.

## Ausgrabungen
2017 führte westlich der Rehburg ein Grabungsunternehmen eine Ausgrabung auf einer Fläche durch, die zu einer städtebaulichen Umgestaltung vorgesehen war. Dort wurden auf einer Breite von bis zu fünf Meter und einer Länge von 50 Meter frühere Baustrukturen festgestellt. Zu ihnen gehörten Eichenpfähle, die im moorigen Boden steckten. Die Pfähle stammen laut dendrochronologischen Untersuchungen an über 280 Hölzern aus der Zeit von etwa 1300 bis 1600. Die ältesten Pfähle wurden 1259 gesetzt, also vor der Ersterwähnung von Rehburg im Jahr 1320. Die Archäologen vermuten, dass die Pfähle zu einer Sperr- oder Befestigungsanlage gehörten, die über 300 Jahre instand gehalten wurde und die bereits vor der Gründung von Burg und Ort Rehburg bestanden hat. Das Land Niedersachsen förderte die Auswertung und Präsentation des Fundmaterials als Projekt des Europäischen Jahres des Kulturerbes 2018.
2019 kam es östlich der Rehburg durch ein Grabungsunternehmen zu Ausgrabungen auf einem Areal, auf dem eine neue Bebauung vorgesehen ist. Hierbei wurden im Boden Holzstrukturen freigelegt, die laut dendrochronologischen Untersuchungen aus der Zeit um 880 n. Chr. stammen. Dazu zählen Bohlen, die einer Mauer als Aufstandsfläche gedient haben könnten und Holzstäbe als Reste einer Uferbefestigung am Meerbach mit einem damals anderen Verlauf. Das Holz hat sich aufgrund der günstigen Erhaltungsbedingungen für organisches Material im Feuchtboden erhalten.

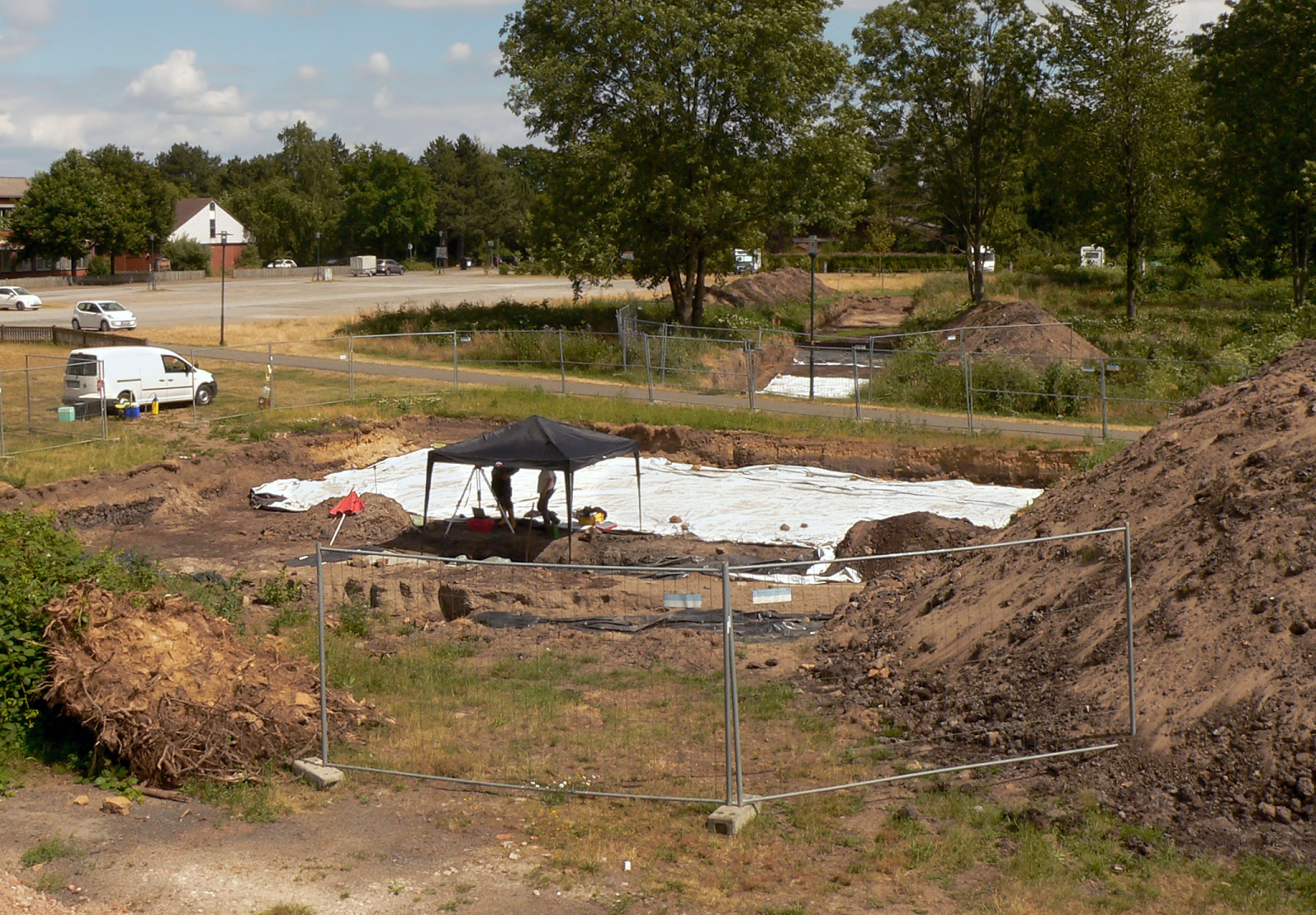
Ausgrabung im östlichen Umfeld der Rehburg, 2019
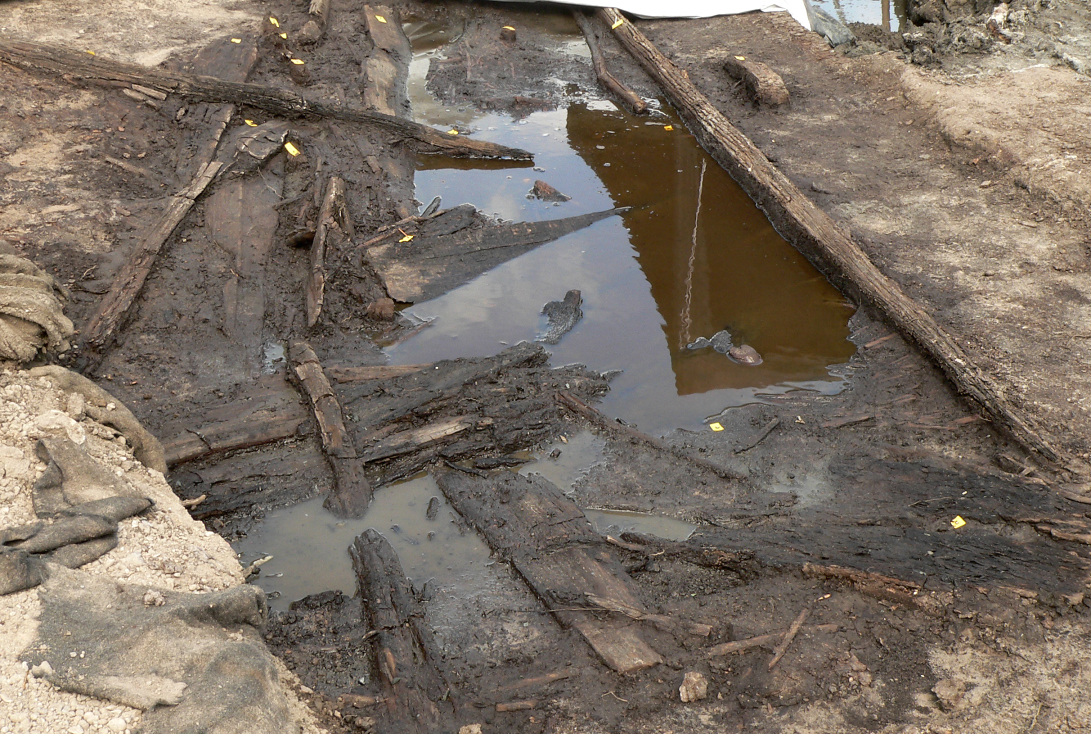
Bei der Grabung freigelegte Holzstrukturen, 2019
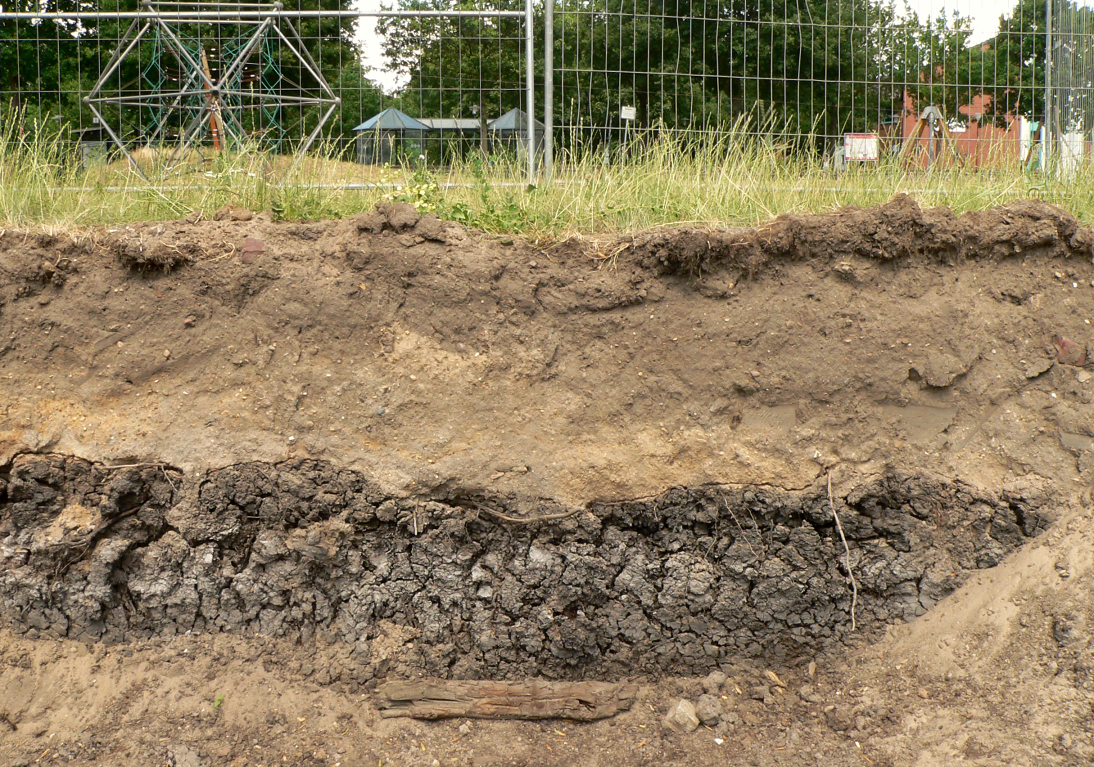
Torfschicht an der Grabungsstelle, die auf einst moorigen Untergrund hinweist, 2019